# Гаїті на літніх Олімпійських іграх 1900
Гаїті вперше брало участь на літніх Олімпійських іграх 1900 і було представлене одним спортсменом у фехтуванні, який не виграв жодної медалі. Однак МОК офіційно не включає до списку країн-учасниць цю державу, тому першим виступом вважається 1924 рік.
Константен Енрікес взяв участь у турнірі з регбі як член змішаної команди та здобув золоту медаль. Виділено курсивом.

## Медалісти

### Золото
|   |                    |                         |
| № | Спортсмени         | Вид спорту (дисципліна) |
| 1 | Константен Енрікес | Регбі (чоловіки)        |

## Результати змагань

### Фехтування
| Змагання             | Спортсмени       | Перший раунд | Чвертьфінал | Додатковий раунд | Півфінал   | Фінал      | Втішний фінал |
| Змагання             | Спортсмени       | Місце        | Місце       | Місце            | Місце      | Місце      | Місце         |
| -------------------- | ---------------- | ------------ | ----------- | ---------------- | ---------- | ---------- | ------------- |
| Рапіра               | Андре Корвінгтон | не пройшов   | не пройшов  | не пройшов       | не пройшов | не пройшов | не пройшов    |
| Шпага серед маестро  | Леон Тірселін    | не пройшов   | не пройшов  | не пройшов       | не пройшов | не пройшов | не пройшов    |
| Рапіра серед маестро | Леон Тірселін    | невідомо     | не пройшов  | не пройшов       | не пройшов | не пройшов | не пройшов    |

### Джерело
1. ↑  Haiti at the 1900 Paris Summer Games (англ.). sports-reference.com. Процитовано 23 січня 2025.

### Коментар
1. 1 2  за рішенням шурі